# دانوتس لوپو
دانوتس لوپو (رومانیایی: Dănuț Lupu؛ زادهٔ ۲۷ فوریهٔ ۱۹۶۷) یک بازیکن فوتبال اهل رومانی است.
از باشگاه‌هایی که در آن بازی کرده‌است می‌توان به دینامو بخارست، پاناتینایکوس، برشا، و راپید بخارست اشاره کرد.
وی همچنین در تیم ملی فوتبال رومانی بازی کرده‌است.